# Lo que es el amor
Lo que es el amor es una telenovela mexicana producida por Alicia Carvajal para TV Azteca, en 2001. Es una versión de la serie de televisión colombiana creada por Mónica Agudelo, Hombres, siendo adaptado por Víctor Civeira y Gabriel Santos. Se estrenó a través de Azteca Trece el 25 de junio de 2001 en sustitución de Amores, querer con alevosía, y finalizó el 4 de enero de 2002 siendo reemplazado por Agua y aceite.
Está protagonizada por Claudia Ramírez, Leonardo García y Patricia Llaca, junto con Fernando Luján, Víctor Huggo Martín, Gabriela de la Garza y Christian Meier en los roles antagónicos. Acompañados por José Alonso, Mark Tacher, Víctor González, Pedro Sicard, Francisco de la O, Verónica Langer y Elsa Aguirre.

## Trama
Tania Lomelí (Claudia Ramírez) ha luchado siempre por llegar hasta donde se encuentra. A pesar de vivir en una sociedad donde impera todavía el llamado «Reino de los Hombres», Tania se ha abierto camino con esa inteligencia y con ese esfuerzo indómito que la caracteriza, en un mundo que no acepta que las mujeres triunfen por encima de los hombres.
Esta historia inicia cuando Tania Lomelí es nombrada Secretaria General de la Bolsa Mexicana de Valores y tiene que enfrentarse a esa tarea que parece imposible, de ganarse el respeto y la confianza de los ejecutivos a los que tendrá que guiar y con los que tendrá que trabajar, pero todo se torna distinto, cuando entre los corredores de bolsa se encuentra con Román Castellanos (Leonardo García) y surge una atracción inmediata entre los dos jóvenes ejecutivos.
Así comienza la historia de amor entre dos personas acostumbradas a triunfar en todos los aspectos de su vida, hasta que llega el momento de enfrentar el amor. Ambos habituados a luchar para tomar lo que quieren, aprenderán que el amor es una aventura que exige dar, sin esperar nada a cambio.
Se desarrolla dentro del ambiente bursátil, mostrándonos un mundo de batallas encarnizadas por obtener reconocimiento, poder y riquezas. En esta lucha despiadada aparentemente el amor no tiene cabida.

## Reparto

### Principales
- Fernando Lujan como Emiliano Lomeli «El Tiburón»
- Claudia Ramírez como Tania Lomeli
- Leonardo García como Román Castellanos Ibarra
- Elsa Aguirre como Abril Ibarra
- José Alonso como Fausto Ocampo
- Anna Ciocchetti como Anabel Cantú
- Patricia Llaca como Alejandra «Álex» Palacios
- Víctor Huggo Martin como Tomás Cantú
- Mónica Dionne como Isela Guzmán
- Francisco de la O como Edson Duran
- Verónica Langer como Jacqueline «Jackie» Lomeli
- Víctor González como Pablo Rivas
- Mark Tacher como Tadeo Márquez
- Pedro Sicard como Kuri Wilson Habib

### Recurrentes e invitados especiales
- Montserrat Ontiveros como Nora
- Issabella Camil como Gloria Ocampo
- Gabriela Canudas como Adriana
- Alejandra Prado como Catalina
- Eduardo Victoria como Carlos
- Romina Castro como Clarita
- Michel Brown como Christian Ocampo
- Adriana Louvier como Julieta Rivas
- Christian Meier como Efren Villarreal
- Gabriela de la Garza como Ximena Miller
- Alexandra de la Mora como Mónica Wilson Habib
- Raúl Arrieta como González
- Roberto Medina como Moisés
- Guillermo Murray como Octavio Castellanos
- Martha Navarro como Doña Adriana
- Fernando Sarfatti como Joaquín
- Roberto Sosa como Ronaldo
- Luciana Silveyra como Ángela
- Carlos Torres Torrija como Francisco
- Héctor Arredondo como René